# Las Animas County
Las Animas County är ett administrativt område i delstaten Colorado, USA. År 2010 hade countyt 15 507 invånare. Den administrativa huvudorten (county seat) är Trinidad. 

## Geografi
Enligt United States Census Bureau har countyt en total area på 12 368 km². 12 361 km² av den arean är land och 7 km² är vatten. 

### Angränsande countyn
- Otero County, Colorado - nord
- Pueblo County, Colorado - nord
- Bent County, Colorado - nordöst
- Baca County, Colorado - öst
- Union County, New Mexico - syd
- Colfax County, New Mexico - sydväst
- Costilla County, Colorado - väst
- Huerfano County, Colorado - nordväst

### Orter
- Aguilar
- Branson
- Cokedale
- El Moro
- Hoehne
- Jansen
- Kim
- Lynn
- Segundo
- Starkville
- Stonewall Gap
- Trinidad (huvudort)
- Valdez
- Weston